# Gerald Nicosia
Gerald Nicosia, né le 18 novembre 1949 à Berwyn dans l'Illinois, est un journaliste indépendant, interviewer et critique littéraire américain.

## Biographie
Devenu critique littéraire après ses études à l'université d'Illinois de Chicago, il publie des critiques dans plusieurs quotidiens américains tels que The Washington Post, The Chicago Tribune, The Kansas City Star, le San Francisco Chronicle, le Oakland Tribune et le Los Angeles Times.
Nicosia est connu surtout pour sa biographie de l'écrivain de la beat generation, Jack Kerouac. En 2009, il a édité une biographie de Jan Kerouac, la fille de Kerouac : Jan Kerouac : A Life in Memory.

## Ouvrages
- Memory Babe : A Critical Biography of Jack Kerouac, Grove Press, 1983 ; University of California Press, 1994  (ISBN 0-520-08569-8)
- Lunatics, Lovers, Poets, Vets & Bargirls : Poems, Host Publications, 1991  (ISBN 0924047054)
- Home to War: A History of the Vietnam Veterans' Movement, Carroll & Graf, 2001 ; 2004  (ISBN 0-7867-1403-4)
- Jan Kerouac: A Life in Memory, Noodlebrain Press, 2009  (ISBN 978-0-615-24554-6)